# Madatschen
Madatschen ist ein Weiler südlich der österreichischen Gemeinde Serfaus in Tirol auf circa 1500 Metern Höhe. Der Weiler besteht aus mehreren Häusern und einem Restaurant. In der Nähe des Weilers verläuft der gleichnamige Mountainbike-Trail.